# North Cowichan
North Cowichan är en ort i Kanada.   Den ligger i provinsen British Columbia, i den sydvästra delen av landet, 3 600 km väster om huvudstaden Ottawa. North Cowichan ligger 145 meter över havet och antalet invånare är 32 272.
Terrängen runt North Cowichan är kuperad åt nordost, men åt sydväst är den platt. En vik av havet är nära North Cowichan åt nordost. North Cowichan är det största samhället i trakten. 
I omgivningarna runt North Cowichan växer i huvudsak blandskog. Runt North Cowichan är det ganska glesbefolkat, med 32 invånare per kvadratkilometer.